# نووفیودوروفکا (باشقیرستان)
نووفیودوروفکا (انگلیسی: Novofyodorovka, Republic of Bashkortostan) یک شهرک در شهرستان میاکینسکی استان باشقیرستان کشور روسیه است.